# Карка II
Карка II — імператор Раштракутів, який успадкував владу від свого дядька Кхоттіги Амогаварші.

## Правління
Упродовж свого короткого правління зумів здобути перемоги над Чола, Пандьями та Гуджарами. У той час цар Західних Гангів Марасімха II розгромив Паллавів. Скориставшись нестабільністю ситуації цар Чалук'їв Тайлапа II проголосив незалежність і вбив Карку II.